# Северен Саскачеван
Норт Саскачеван (Северен Саскачеван) (на английски: North Saskatchewan River) е река в Канада, провинции Албърта и Саскачеван, лява съставяща на река Саскачеван, от системата на река Нелсън. Дължината ѝ от 1287 км ѝ отрежда 11-о място в Канада.

## Географска характеристика

### Извор, течение, устие
Река Норт Саскачеван извира от ледника Саскачеван в Скалистите планини, в националния парк „Банф“ на 2080 м н.в. и първоначално тече на югоизток. На кръстовището на шосета с №№ 93 и 11 реката завива на североизток, а след 10 км на изток и тече в тази посока около 30 км. След това завива на север и минава през езерото Ейбрахам (1318 м н.в.), което е преградено и презърнато в язовир.
След изтичането си от язовира Норт Саскачеван завива на изток, излиза от планините и достига до град Роки Маунтън Хаус, където рязко завива на север. Тук тя приема десния си приток река Клируотър и следващите около 100 км тече на север, приема отляво притока си Брейжо и постепенно завива на североизток.
Преминава покрай градовете Дрейтън Вали и Девън и достига до град Едмънтън, най-големия град по течението ѝ, втори по големина и административен център на провинция Албърта. След това реката постепенно завива на изток, след това на югоизток и на 110° з.д. напуска провинция Албърта и навлиза в провинция Саскачеван. В този участък най-голям град по течението ѝ е Форт Саскачеван, а отдясно в нея се влива река Вермильон.
В провинция Саскачеван река Норт Саскачеван запазва югоизточното си направление и при град Норт Батълфорд приема отдясно най-големия си приток река Батъл Ривър. По-нататък реката продължава отново в югоизточна посока, приема отдясно река Игъл Крийк, завива на изток, а при градчето Ландман – на североизток. В тази посока тече до град Принс Албърт, където завива на изток, приема отляво последния си голям приток река Стърджън и след около 40 км се съединява с река Саут Саскачеван, като образува река Саскачеван.

### Водосборен басейн, притоци
Площта на водосборния басейн на реката е 122 800 km2, който представлява 36,6% от водосборния басейн на река Саскачеван.
Водосборният басейн на Норт Саскачеван граничи с други 4 водосборни басейна:
на северозапад – с водосборния басейн на река Атабаска, от системата на река Маккензи;
на запад – малка граница с водосборния басейн на река Колумбия, вливаща се в Тихия океан;
на юг – с водосборния басейн на река Саут Саскачеван, от системата на река Нелсън;
на североизток – с водосборния басейн на река Чърчил, вливаща се в Хъдсъновия залив.
По големи притоци на река Норт Саскачеван:
Найджъл Крийк (десен)
Хаус (десен)
Мистая (десен)
Сифльор (десен)
Клайн (ляв)
Бигхорн (ляв)
Рам (десен)
Клиъруотър (десен)
Бразьо (ляв)
Уайтмъд Крийк (десен)
Стърджън I (ляв)
Вермилиън (десен)
Батъл Ривър (десен)
Игъл Крийк (десен)
Стърджън II (ляв)

### Хидроложки показатели
Многогодишният среден дебит при град Принс Албърт на Норт Саскачеван е 238 m3/s. Максималният отток на реката е през юни – юли – 5660 m3/s, а минималният през февруари – март – 19 m3/s. Дъждовно-снегово подхранване. От края на ноември до средата на април реката замръзва.

## Селища
По-големите селища по течението на реката са:
Провинция Албърта:
- Роки Маунтън Хаус (6933 жители)
- Дрейтън Вали (7049 жители)
- Девън (6510 жители)
- Едмънтън (812 201 жители, най-голям град по течението на реката, административен център на провинция Албърта)
- Форт Саскачеван (19 051 жители)

Провинция Саскачеван:
- Норт Батълфорд (13 190 жители)
- Ландман (1120 жители)
- Принс Албърт (35 129 жители)

## Откриване и изследване на реката
Горното течение на река Норт Саскачеван е открито през 1754 – 1755 г. от английския търговски агент Антъни Хендей, служител на компанията „Хъдсън Бей“, занимаваща се с търговия на ценни животински кожи.
През 1776 г. търговски агенти на компанията основават първото търговско селище (фактория) в долното течение на реката.
През 1790 – 1792 г. геодезистът на компанията Филип Търнър нанася на своята карта на Канада реката по сведения събрани от местните индианци.
В периода от 1792 до 1820 г. следващият геодезист на компанията Питър Фидлър извършва първото топографско заснемане и картиране на цялото течение на Норт Саскачеван.